# Perdita semicaerulea
Perdita semicaerulea är en biart som beskrevs av Cockerell 1896. Perdita semicaerulea ingår i släktet Perdita och familjen grävbin. Inga underarter finns listade i Catalogue of Life.